# Santiago de Compostel·la
Santiago de Compostel·la (en gallec: Santiago de Compostela), coneguda també històricament com a Sant Jaume de Galícia, és un municipi i una ciutat de la província de la Corunya, capital de Galícia i de la comarca de Santiago. És el cinquè municipi més poblat de la comunitat, amb 96.456 habitants segons el padró del 2017.
És la seu de la Xunta de Galícia i del Parlament gallec. Segons la tradició, a la ciutat es troben les restes de l'apòstol Jaume el Major i és per això que és un important nucli de peregrinació cristiana, juntament amb Jerusalem i Roma, com a punt final del Camí de Sant Jaume. El nucli antic de la ciutat és Patrimoni de la Humanitat per la UNESCO des de 1985. Alguns monuments importants són la Catedral, l'Hostal dels Reis Catòlics, el Pazo de Raxoi, el Museu de Bonaval i l'església de San Martiño Pinario. Cal destacar també la seva universitat, amb més de 500 anys d'història.

## Topònim
Compostel·la és un dels topònims més discutits perquè la possibilitat de relacionar-lo amb el sepulcre de l'apòstol Sant Jaume (Santiago), descobert suposadament en el segle ix per Teodomir, fa emotius els raonaments. El lloc devia ser habitat en època prerromana com demostra el topònim precèltic Sar, "corrent d'aigua", l'existència d'una mámoa –porta da mámoa– i dos topònims cèltics, Callobre, primitiu nom del Castro, i Troia de Turobriga, "ciutat forta". I dels primers temps de la romanització poden ser algunes inscripcions funeràries i molts sepulcres que es col·locaven al costat dels camins. Aquest lloc va tenir tres noms: Libredón, que per a alguns seria cèltic, "castro del camí", i per a uns altres deriva de liberum donum, "lliure concessió (d'un terreny)"; entre els segles IX i XI se l'anomena Arcis Marmoricis, que presenta el topònim Arca, gairebé sempre indicador de sepulcre en mámoa. Però en el segle X els documents comencen a parlar d'un suburbio Compostella, és a dir, una part de la vila que es diu així i alguns situen en l'actual zona del carrer Rúa do Franco. Des de l'XI el nom de la zona s'estén a tota la vila. Des de sempre va haver-hi interpretacions d'aquest topònim. Popular va ser el de campus stellae, "camp de l'estrella", estrella que miraculosament indica a Teodomir el lloc. El Cronicón Iriense (s. XI-XII) ho deriva de compositum tellus, "terra composta o bella". En el segle xii la Crònica de Sampiro diu Compostella, id est bene composita. En el Còdex Calixtí (s. XII) es conta la història d'una dona anomenada Compostella presumptament vinculada a la prèdica de l'Apòstol. Però sempre va ser més acceptada la interpretació de "vileta (-ella) bé feta", com potser la deixaria la reconstrucció i fortificació de l'XI després de la destrucció d'Almansor en el 997. Però Amor Ruibal, recordant el significat de compositum, "enterrat", que ja apareix en Virgili, ho va interpretar com "lloc on està enterrat". Crespo Pou i Luis Monteagudo, per fi, ho consideren prejacobí, perquè apareixen més compostelas per Galícia (i hi ha una compostilla en el Bierzo) i ho consideren un compost cèltic de comboros, "enderrocs", i steel, "ferro", significant "escorial de mines i ferreries", i també relacionant-lo amb el barri de la ciutat la Estila.

## Història
Al segle ix es va descobrir la suposada tomba de l'Apòstol i la població va començar a prosperar. Fou saquejada per Almansor (en la seva campanya núm. 48) el 10 d'agost de 997. La ciutat havia estat abandonada i va servir de base per una ràtzia fins a la Corunya, però després els musulmans es van retirar. El rei Beremund II el Gotós de Lleó la va reconstruir abans de la seva mort el 999. La basílica fou construïda a partir del 1075.

## Geografia
La ciutat es troba al sud de la província de la Corunya, entre el monte Pedroso i el monte Viso. Està rodejada pels rius Sar i Sarela. Limita al nord amb els municipis de Val do Dubra, Trazo i Oroso, al sud amb Teo, Vedra i Boqueixón, a l'est amb O Pino i Touro, i a l'oest amb Ames.

### Clima
Santiago de Compostel·la té un clima oceànic humit amb temperatures suaus durant tot l'any. Les precipitacions, d'entre 1.700 i 1.900 mm anuals, són de les més elevades de tot Espanya. Es concentren principalment a l'hivern, i en menor mesura, a la tardor i la primavera.
El seu clima està caracteritzat per la distància a la costa, l'altitud del terreny i les serres que l'envolten, que fan que es concentri la humitat i que, durant l'hivern, siguin habituals els dies ennuvolats.
| Aeroport de Santiago de Compostel·la (58 msnm) (1971-2000) | Aeroport de Santiago de Compostel·la (58 msnm) (1971-2000) | Aeroport de Santiago de Compostel·la (58 msnm) (1971-2000) | Aeroport de Santiago de Compostel·la (58 msnm) (1971-2000) | Aeroport de Santiago de Compostel·la (58 msnm) (1971-2000) | Aeroport de Santiago de Compostel·la (58 msnm) (1971-2000) | Aeroport de Santiago de Compostel·la (58 msnm) (1971-2000) | Aeroport de Santiago de Compostel·la (58 msnm) (1971-2000) | Aeroport de Santiago de Compostel·la (58 msnm) (1971-2000) | Aeroport de Santiago de Compostel·la (58 msnm) (1971-2000) | Aeroport de Santiago de Compostel·la (58 msnm) (1971-2000) | Aeroport de Santiago de Compostel·la (58 msnm) (1971-2000) | Aeroport de Santiago de Compostel·la (58 msnm) (1971-2000) | Aeroport de Santiago de Compostel·la (58 msnm) (1971-2000) |
| Mes                                                        | Gen                                                        | Feb                                                        | Mar                                                        | Abr                                                        | Mai                                                        | Jun                                                        | Jul                                                        | Ago                                                        | Set                                                        | Oct                                                        | Nov                                                        | Des                                                        | Any                                                        |
| ---------------------------------------------------------- | ---------------------------------------------------------- | ---------------------------------------------------------- | ---------------------------------------------------------- | ---------------------------------------------------------- | ---------------------------------------------------------- | ---------------------------------------------------------- | ---------------------------------------------------------- | ---------------------------------------------------------- | ---------------------------------------------------------- | ---------------------------------------------------------- | ---------------------------------------------------------- | ---------------------------------------------------------- | ---------------------------------------------------------- |
| Temperatura màxima absoluta (°C)                           | 20,0                                                       | 23,2                                                       | 27,6                                                       | 30,2                                                       | 34,0                                                       | 36,0                                                       | 39,4                                                       | 39,0                                                       | 37,6                                                       | 30,4                                                       | 24,2                                                       | 23,4                                                       | 39,4                                                       |
| Temperatura màxima mitjana (°C)                            | 11,1                                                       | 12,1                                                       | 14,2                                                       | 15,4                                                       | 17,7                                                       | 21,3                                                       | 24,1                                                       | 24,3                                                       | 22,3                                                       | 17,7                                                       | 13.9                                                       | 11,8                                                       | 17,2                                                       |
| Temperatura mitjana (°C)                                   | 7,4                                                        | 8,2                                                        | 9,5                                                        | 10,6                                                       | 12,9                                                       | 16,0                                                       | 18,5                                                       | 18,6                                                       | 17,0                                                       | 13,4                                                       | 10,2                                                       | 8,4                                                        | 12,6                                                       |
| Temperatura mínima mitjana (°C)                            | 3,7                                                        | 4,2                                                        | 4,8                                                        | 5,8                                                        | 8,1                                                        | 10,7                                                       | 12,8                                                       | 12,9                                                       | 11,7                                                       | 9,1                                                        | 6,4                                                        | 5,0                                                        | 7,9                                                        |
| Temperatura mínima absoluta (°C)                           | -7,0                                                       | -9.0                                                       | -5,6                                                       | -3,0                                                       | -2,0                                                       | 3,4                                                        | 3,4                                                        | 5,0                                                        | 3,0                                                        | -1,6                                                       | -3,2                                                       | -6,5                                                       | -9,0                                                       |
| Precipitacions (mm)                                        | 259                                                        | 223                                                        | 145                                                        | 141                                                        | 147                                                        | 82                                                         | 39                                                         | 57                                                         | 127                                                        | 194                                                        | 200                                                        | 281                                                        | 1886                                                       |
| Hores de sol                                               | 102                                                        | 108                                                        | 154                                                        | 170                                                        | 190                                                        | 235                                                        | 261                                                        | 246                                                        | 180                                                        | 138                                                        | 106                                                        | 88                                                         | 1998                                                       |
| Pressió mitjana                                            | 981,3                                                      | 985,5                                                      | 978,3                                                      | 964,6                                                      | 973,3                                                      | 977,3                                                      | 974,1                                                      | 976,2                                                      | 973,7                                                      | 975,7                                                      | 969,7                                                      | 965,9                                                      | 974,6                                                      |
| Humitat relativa mitjana (%)                               | 84                                                         | 82                                                         | 77                                                         | 77                                                         | 77                                                         | 75                                                         | 74                                                         | 74                                                         | 76                                                         | 82                                                         | 85                                                         | 86                                                         | 79                                                         |
| Font: AEMET                                                |                                                            |                                                            |                                                            |                                                            |                                                            |                                                            |                                                            |                                                            |                                                            |                                                            |                                                            |                                                            |                                                            |

### Parròquies
El municipi està format per la ciutat de Santiago de Compostel·la i 28 parròquies més, la majoria rurals:
| - Aríns (San Martiño) - Bando (Santa Eulalia) - A Barciela (Santo André) - Busto (San Pedro) - O Carballal (San Xulián) - O Castiñeiriño (Nosa Señora de Fátima) - Cesar (Santa María) - Conxo (Santa María) - O Eixo (San Cristovo) - A Enfesta (San Cristovo) - Fecha (San Xoán) - Figueiras (Santa María) - Grixoa (Santa María) - Laraño (San Martiño) - Marantes (San Vicente) | - Marrozos (Santa María) - Nemenzo (Santa Cristina) - A Peregrina (Santa María) - Sabugueira (San Paio) - San Caetano (Santiago) - San Lázaro (Santiago) - San Paio (Santiago) - Santa Cristina de Fecha (Santa Cristina) - Santiago de Compostela - Sar (Santa María) - Verdía (Santa Mariña) - Vidán (Divino Salvador) - Villestro (Santa María) - Vista Alegre (San Xoán) |

## Demografia
L'any 2014 tenia 95.800 habitants, sent el cinquè municipi més poblat de Galícia per darrere de Vigo, la Corunya, Ourense i Lugo. Inclou els antics municipis de Conxo (incorporat en 1925) i A Enfesta (al voltant de 1970).
Degut a l'alt preu de l'habitatge, durant els últims anys s'ha produït una certa despoblació de la capital en favor dels seus municipis limítrofs.

## Economia
Tot i que l'economia de Santiago depèn en gran part de l'administració pública (fet derivat de ser la capital gallega), el turisme, sobretot amb el Camí de Sant Jaume, la indústria i l'educació universitària.
Entre les principals empreses de la ciutat es troben la fustera FINSA, l'automobilística UROVESA, la corporació de telecomunicacions Televés, Castrosua, que construeix la meitat dels autobusos fabricats a Espanya, o Blu:Sens, que es dedica a la fabricació de productes tecnològics. Hi ha dos polígons industrials al municipi: O Tambre i A Sionlla.

### Transport i comunicacions

#### Ferrocarril

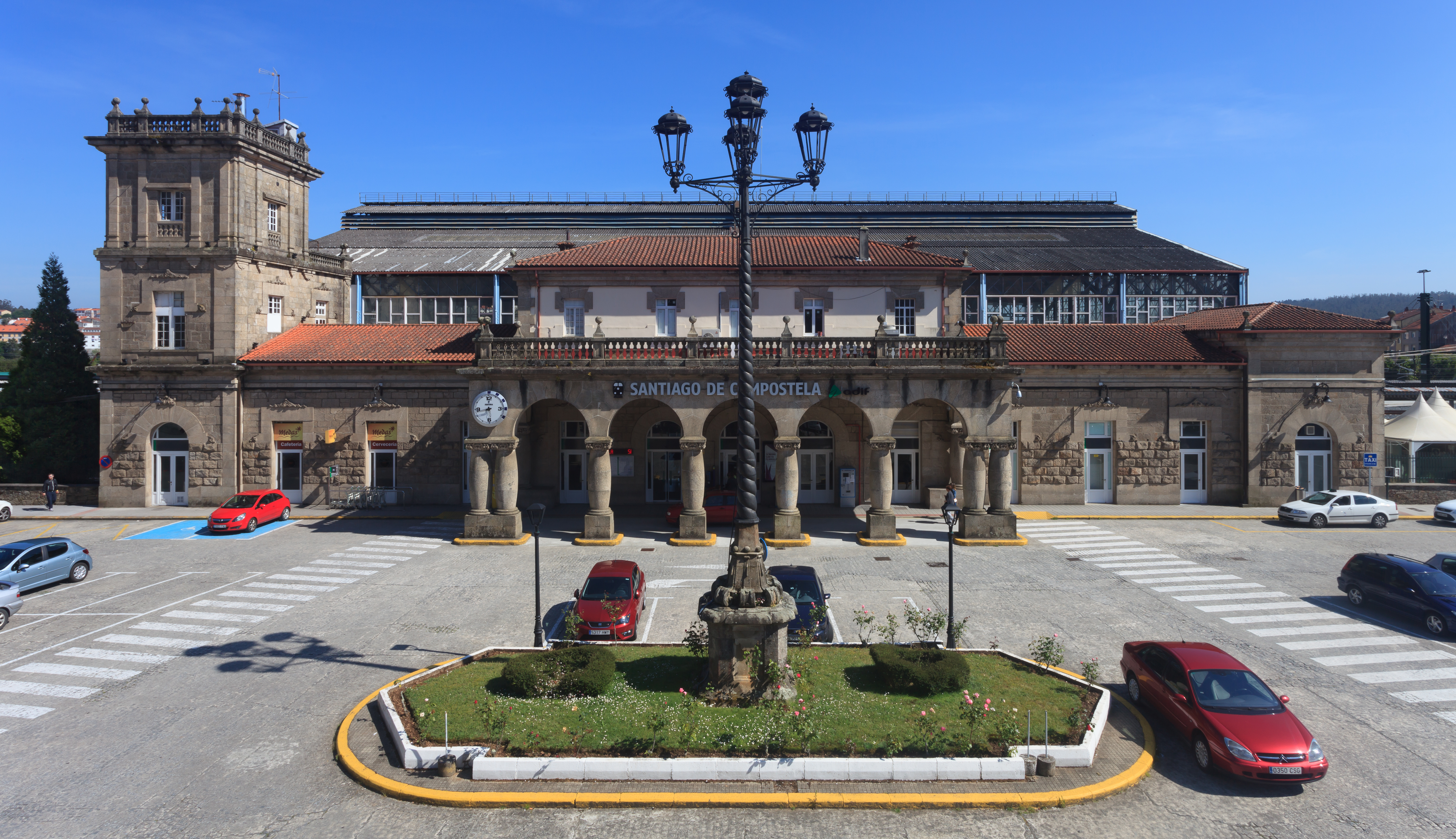
Estació de Santiago de Compostel·la

Santiago de Compostel·la té una estació de ferrocarril de mida petita al sud de la ciutat, entre la rúa do Hórreo i l'Avenida de Lugo; té una parada de taxis i diverses empreses de lloguer de vehicles. Des de l'estació surten trens diaris que comuniquen amb les principals ciutats gallegues, excepte Lugo i Ferrol, totes a través de línies d'alta velocitat. La ciutat també està comunicada amb Madrid, Barcelona i el País Basc, així com Alacant un cop a la setmana. Actualment està en construcció la línia d'alta velocitat que unirà Santiago amb Madrid, de la qual el tram entre la Corunya i Ourense ja funciona. També està en projecte l'ampliació de l'estació per convertir-la en una estació intermodal.
El 24 de juliol de 2013 es va produir a Angrois, a l'entrada de la ciutat, el pitjor accident de tren de la història de Galícia i el segon d'Espanya. Un tren Alvia va descarrilar per excés de velocitat produint la mort de 79 persones. Els veïns de la zona van contribuir a les tasques de rescat.

#### Aeroport
L'aeroport de Santiago de Compostel·la es troba a uns 10 km del centre de la ciutat, a la localitat d'A Lavacolla, dins del terme municipal. L'aeroport, que té una pista de 3,2 km, és l'aeroport gallec amb més trànsit de passatgers i l'únic que realitza viatges transcontinentals.
El 13 d'octubre de 2011 es va inaugurar la nova terminal, que té capacitat per més de quatre milions de passatgers. L'edifici té un total de 74.230 m² i té 32 taulells de facturació, 9 hipòdroms de recollida d'equipatges, 12 portes d'embarcament i 3.665 places d'aparcament.

#### Xarxa viària
El principal eix que passa per la ciutat és l'autopista AP-9 que recorre la costa atlàntica gallega des de Ferrol a la frontera amb Portugal i que comunica Santiago amb la Corunya, Pontevedra i Vigo. També surt de la ciutat l'autopista AP-53 que la uneix amb Ourense. Finalment, l'autovia A-54 arriba fins a l'aeroport i està en construcció fins a Lugo.

#### Autobusos
La ciutat de Santiago té una xarxa d'autobusos urbans i metropolitans que comuniquen els diferents punts de la ciutat, així com altres localitats de la seva àrea metropolitana. Està subvencionada per la Xunta de Galicia i la gestiona en règim de concessió l'empresa Transportes Urbanos de Santiago S.A. (Tussa), que explota 24 línies, de les quals 10 són urbanes, 6 circulars i 8 interurbanes. Tot i el servei de transport urbà, els problemes de trànsit continuen sent constants a la ciutat.
La capital de Galícia disposa també d'una estació d'autobusos que rep milers de passatgers cada dia i que la comunica amb la resta de Galícia, Espanya i Portugal.

## Llocs d'interès

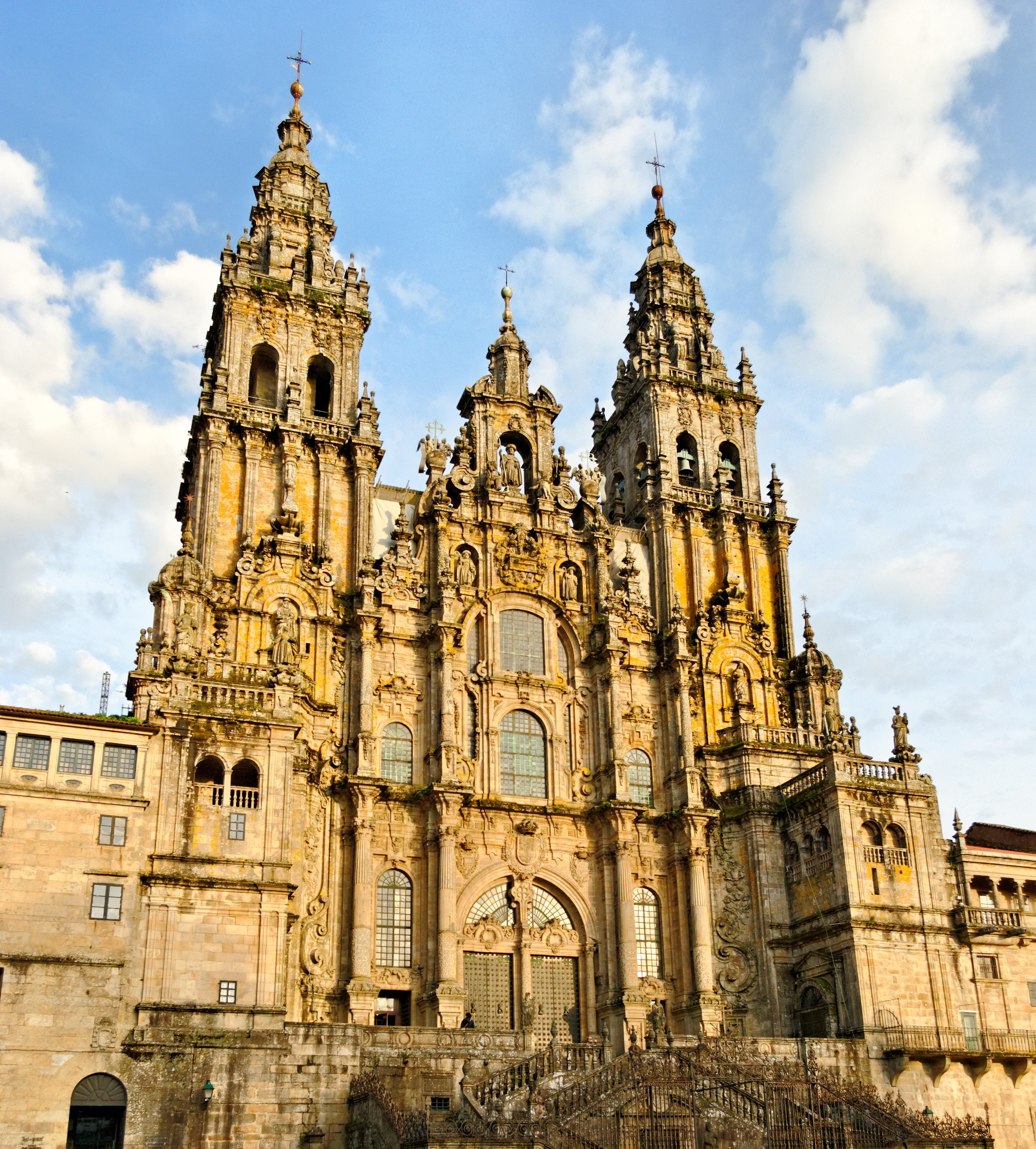
Façana de l'Obradoiro de la Catedral de Santiago de Compostel·la

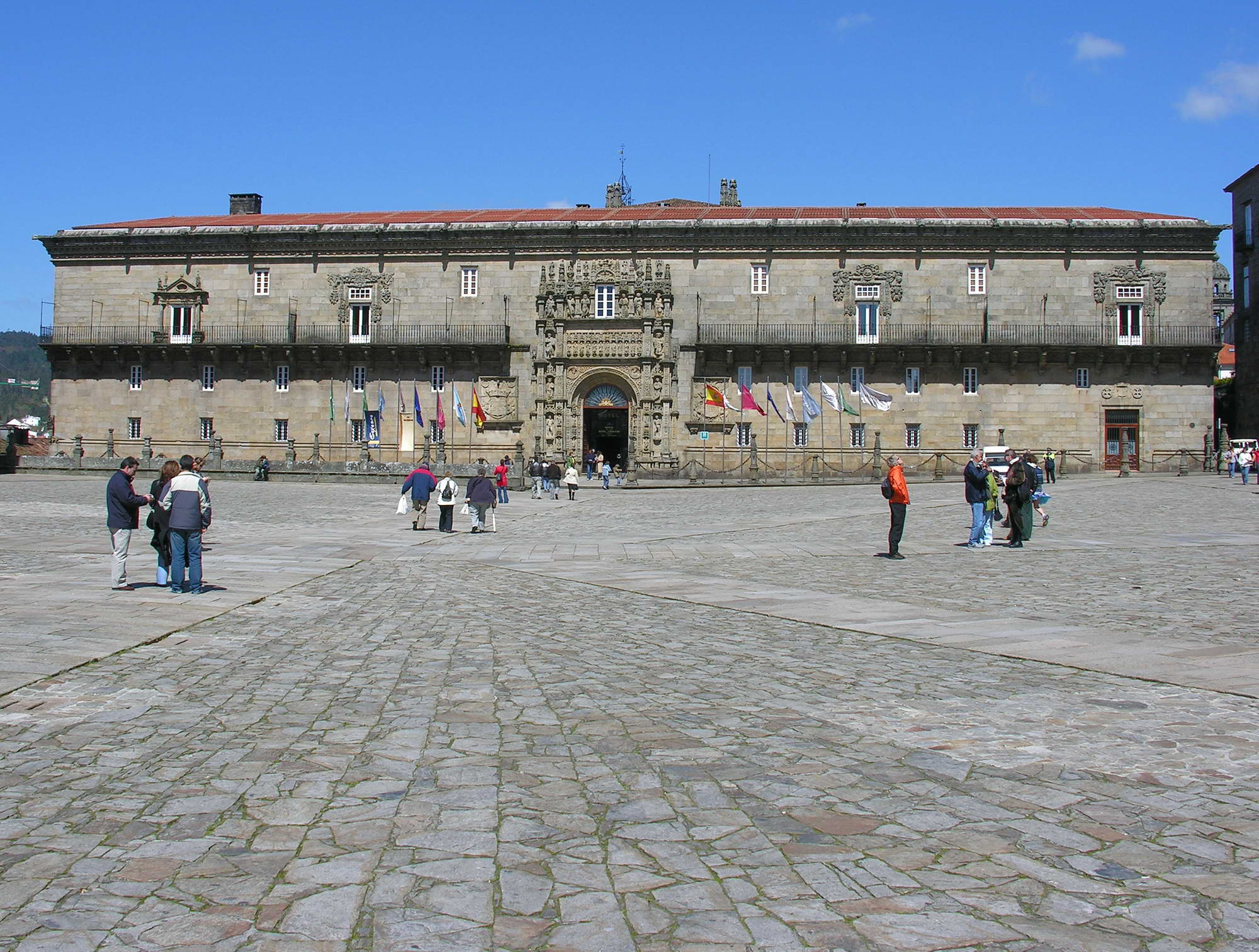
Hostal dels Reis Catòlics

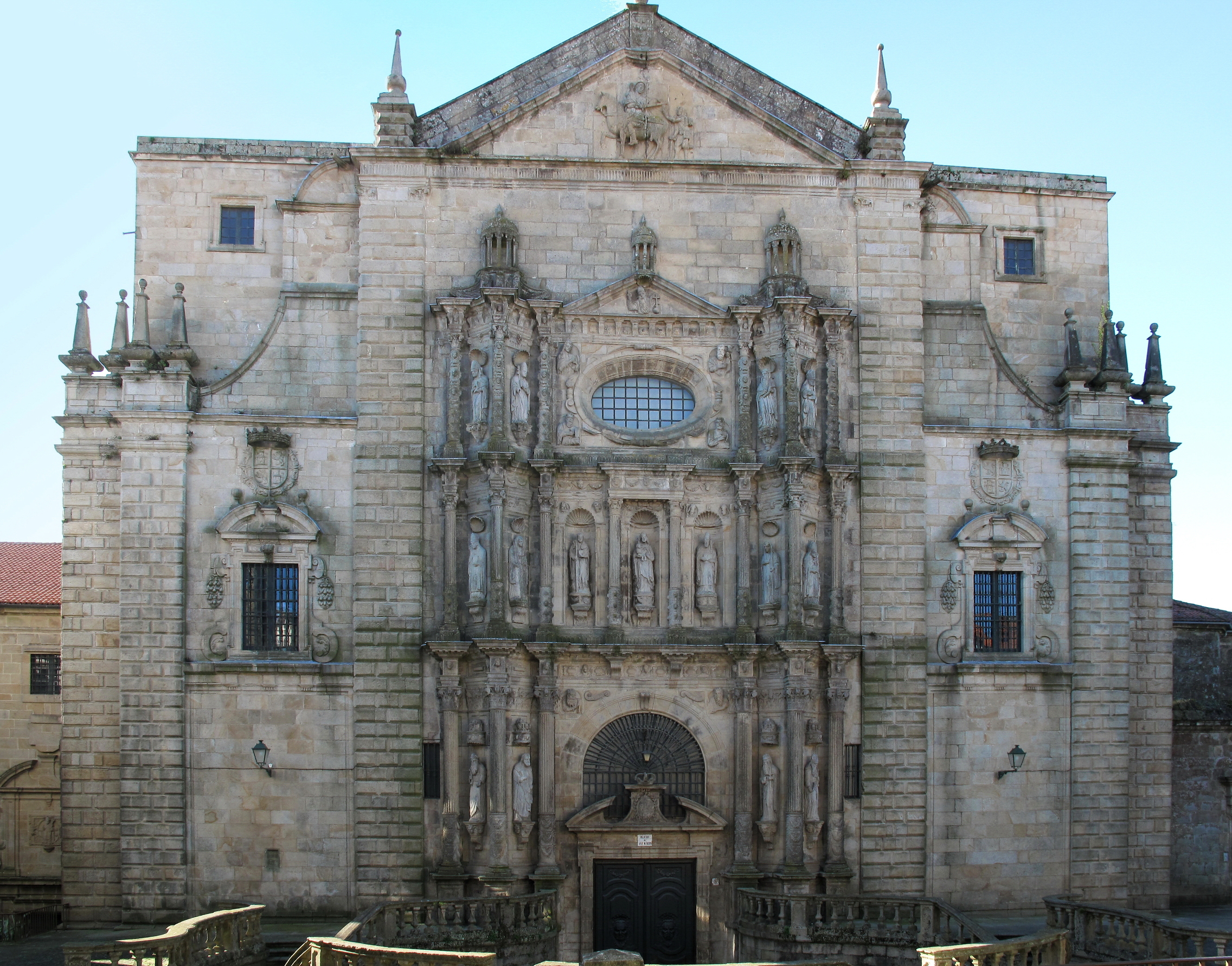
Església de San Martiño Pinario

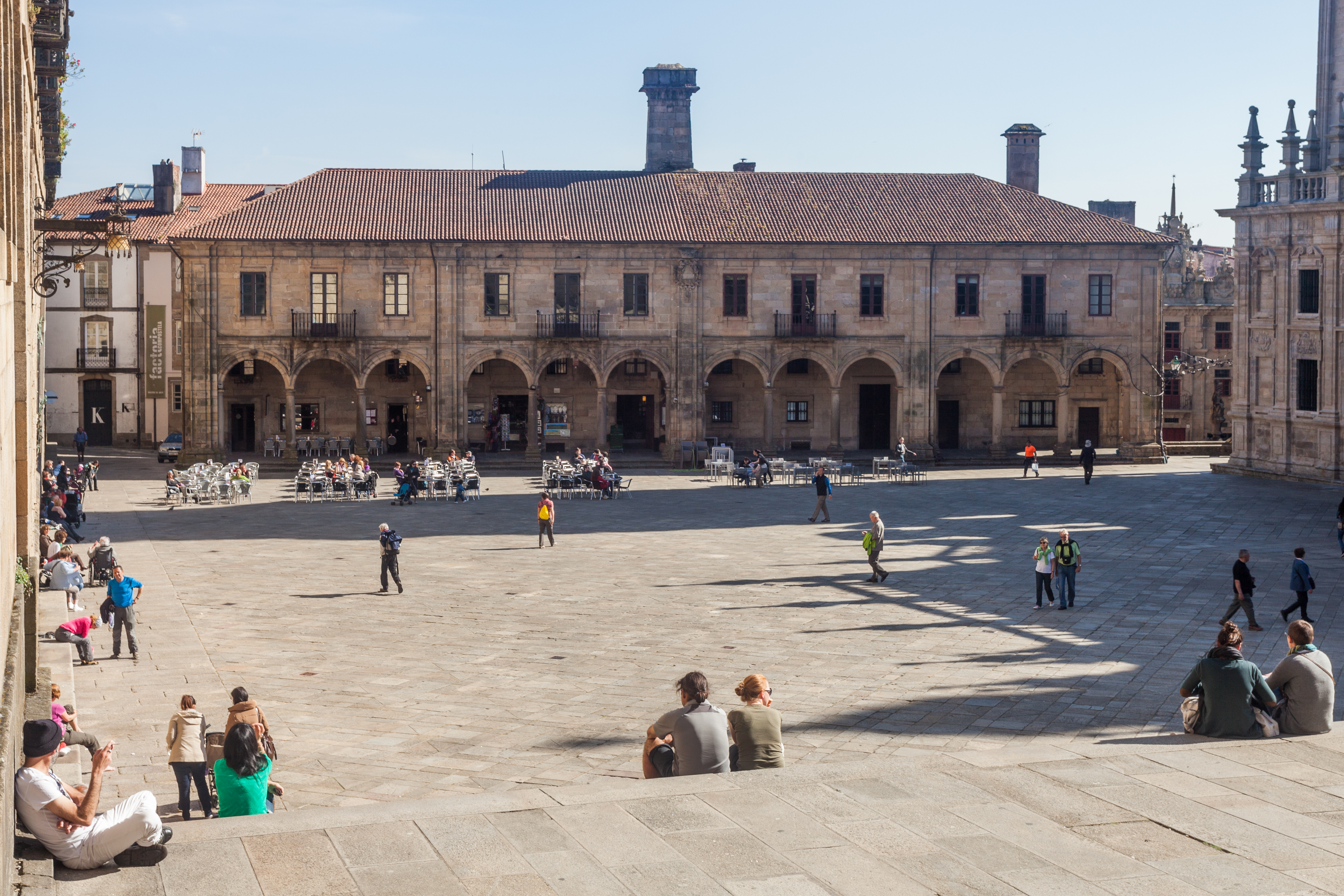
Casa da Conga

### Ciutat Vella
La Ciutat Vella (en gallec: Cidade Vella) es caracteritza per la seva arquitectura antiga i monumental. Va ser escollida com a Patrimoni de la Humanitat per la Unesco l'any 1985.

#### Praza do Obradoiro
La Praza do Obradoiro és la més coneguda de la ciutat. En ella hi trobem:
- La Catedral de Santiago de Compostel·la, un dels grans edificis del romànic europeu, dels segles xi i xii, amb una façana barroca del segle xviii.
- L'Hostal dels Reis Catòlics, construït amb motiu de la visita realitzada pels Reis Catòlics el 1486 i que va ser destinat a hospital. Avui dia és un parador de turisme.
- El Pazo de Raxoi, edifici del segle xviii, seu de l'ajuntament i la Xunta de Galicia.
- El Col·legi de San Xerome, actual rectorat, fundat en el segle xvi per a estudiants pobres per l'arquebisbe Alonso de Fonseca.
- El Pazo de Xelmírez, important mostra de l'arquitectura romànica, construït entre els segles xii i xiii.

#### Praza de Abastos
És el mercat d'abastaments de la ciutat, un dels cinc més importants d'Espanya, i segon monument més visitat de la ciutat. Està situat entre les esglésies de Santo Agostiño i San Fiz de Solovio. El mercat actual data de 1941, i està edificat en el mateix emplaçament que l'anterior mercat, que era de 1870. En ell es desenvolupa una important activitat referent al producte fresc de Santiago i de la comarca.

#### Praza da Acibechería
- Façana nord de la catedral o d'Acibechería: en el segle xvii, després d'un incendi, es va desmantellar l'antiga portada romànica. Alguns relleus estan avui en la portada d'Argenteries. Es cridava Porta del Paradís i per ella obstaculitzen els pelegrins. És del segle xviii. Destaca en la coronación l'estàtua de Santiago i 2 reis orantes: Alfonso III i Ordoño II, als seus peus. En el centre es veu l'estàtua de la Fe.
- San Martiño Pinario: monestir benedictí del segle xi. L'edifici actual és barroc. Sobre la porta pot veure's: sant Benet, una balconada, escut d'Espanya i dalt un grup escultòric que representa a Sant Martí de Tours partint la seva capa. Des de l'escalinata hi ha una bella perspectiva de la catedral: 2 torres de la façana, cimbori i la torre del rellotge. Entre aquestes 2 últimes hi ha un piloncillo rematat per l'Agnus dei que duu sobri el seu llom la Creu dels Farrapos.

#### Praza da Quintana
Es diu també dels Literaris, en memòria del Batalló Literari, estudiants que van combatre contra Napoleó. Té 2 nivells: Quintana de Mortos, que ocupa fins a l'escalinata i Quintana de Vivos, la part superior. Una Quintana és una plaça davant del camposanto on es venien queviures.
- La Casa da Parra: està en la Quintana de Mortos i és del segle xvii. En la teulada pot veure's la característica xemeneia compostelana de l'època.
- El Monestir de San Paio de Antealtares: l'immens Convent de les Pelayas, de clausura, es va construir al mateix temps que la basílica de Santiago. Una làpida sobre la seva façana a la Quintana recorda als Literaris. El carreró lateral, d'entrada al convent, és la Via Sacra. Té magnífics retaules barrocs i un òrgan del segle xviii. Se celebren en ella concerts de música barroca.
- La Casa da Conga o canònica: frontera amb la Casa da Parra. Habitatge de canonges. Boniques xemeneies.
- La façana est de la catedral o da Quintana: té dues portes. La Porta Santa, la més propera a les escalinates de la plaça, generalment està tancada amb una reixa, va anar una de les 7 portes menors i va estar dedicada a San Paio, el monestir del qual està just davant. La funció que té ara data del segle xvii. Sobre ella pot veure's Sant Jaume (Santiago) i als seus costats els seus deixebles Teodor i Atanasi. A banda i banda de la porta estan col·locades 24 estàtues sedentes d'apòstols, patriarques i profetes, tots ells procedents del cor romànic construït pel maestro Mateo. Per aquesta porta s'accedeix a un petit pati al fons del qual està la veritable Porta Santa per la qual s'entra a la girola de l'absis. S'obre el 31 de desembre de l'any anterior al Sant. El privilegi de l'Any Sant data del segle xii, mitjançant butlla del papa Alexandre III. La segona porta d'aquesta façana és l'anomenada Porta Real, per ser la porta per la qual els Reis d'Espanya fan la seva entrada en la catedral. Sobre la seva llinda es veu l'escut real.

#### Praza das Praterías
Està delimitada per la catedral i el claustre en dos dels seus costats. Frontera a la catedral està la Casa do Cabido.
- La Façana sud de Praterías: té adossada a la seva esquerra la torre del Rellotge, la part inferior del qual és gòtica, però amb cossos telescòpics barrocs en la superior. Dues portes romàniques abocinadas amb sengles rosasses en l'ordre superior. En el timpà de l'esquerra està representada la temptació de Jesús en el desert, hi ha una dona semidesnuda amb calavera en la falda. El timpà de la dreta representa escenes de la passió i l'Adoració dels Reis. En el fris central, el Salvador, Abraham i escenes vàries. La disposició original dels elements iconogràfics va quedar desvirtuada des que en el S. XVIII van ser allotjades aquí nombroses imatges recuperades de la desmantellada façana de Acibechería. El brancal de l'esquerra representa al rei David tocant la vihuela.
- El lateral del claustre: a nivell del carrer hi ha dependències per a botigues d'argenteries. Ornamentación: Santiago Matamoros en la Batalla de Clavijo, Escut Real, la Translació del cos a Galícia, el Sepulcre amb l'estrella, i en el cantó, una gegantesca venera.
- Casa do Cabido: meravella del barroc, del segle xviii. Es va construir com front ornamental. Té molt poc fons. En el centre, sobre la cornisa, estan altra vegada l'urna i l'estrella. En els cantons, dos gárgolas amb forma de canó.

#### Rúa do Franco
Carrer dels vins que va des de l'edifici de Correus a la Porta Faxeira. Zona de bars, marisquerías i pulperías.
Praza de Fonseca i Col·legi Major de Fonseca

#### Capella i font dels bous
Al final del carrer arribem a la Praza do Toural, amb el Palau dels Marquesos de Bendaña, del s. XVIII. Sobre l'escut remata un Atlante amb l'Orbe sobre els muscles.

#### Rúa do Vilar
Porticada en alguns trams. Les ordenances del segle xix aconsellaven la supressió de porxades en edificis nous, per a eixamplar el carrer. Cap a la meitat del carrer (nombres 51-53) es troba la sala de cinema i de teatre "Yago". En els nombres 1 i 3 està la Casa del Deán amb façana que dona a la Plaça d'Argenteries.

#### Rúa Nova
Hi ha diversos palaus. En el núm. 21 es troba el Teatre Principal. Església de Santa María Salomé, romànica. En el núm. 40, el Pazo de Pedrosa. La Casa de la Balconada dona a la Rúa de Xelmírez. Al final, en els parells surt el carrer de Entrerrúas que dona al Vilar.

#### Rúa das Orfas
Amb el Convent de Donzelles Òrfenes, del segle xvii. Seguint el carrer fins a la Porta da Mámoa s'arriba a la Plaça de Galícia, on està el Cafè Derby, institució de literats i intel·lectuals.

#### Casa-pazo de Vaamonde
Edifici del segle xviii. Actual seu del Consorci de Santiago. Destaca un escut situat en la façana. A la seva dreta es troba el carreró d'Entrerrúas, el més estret de Santiago.

### Museus

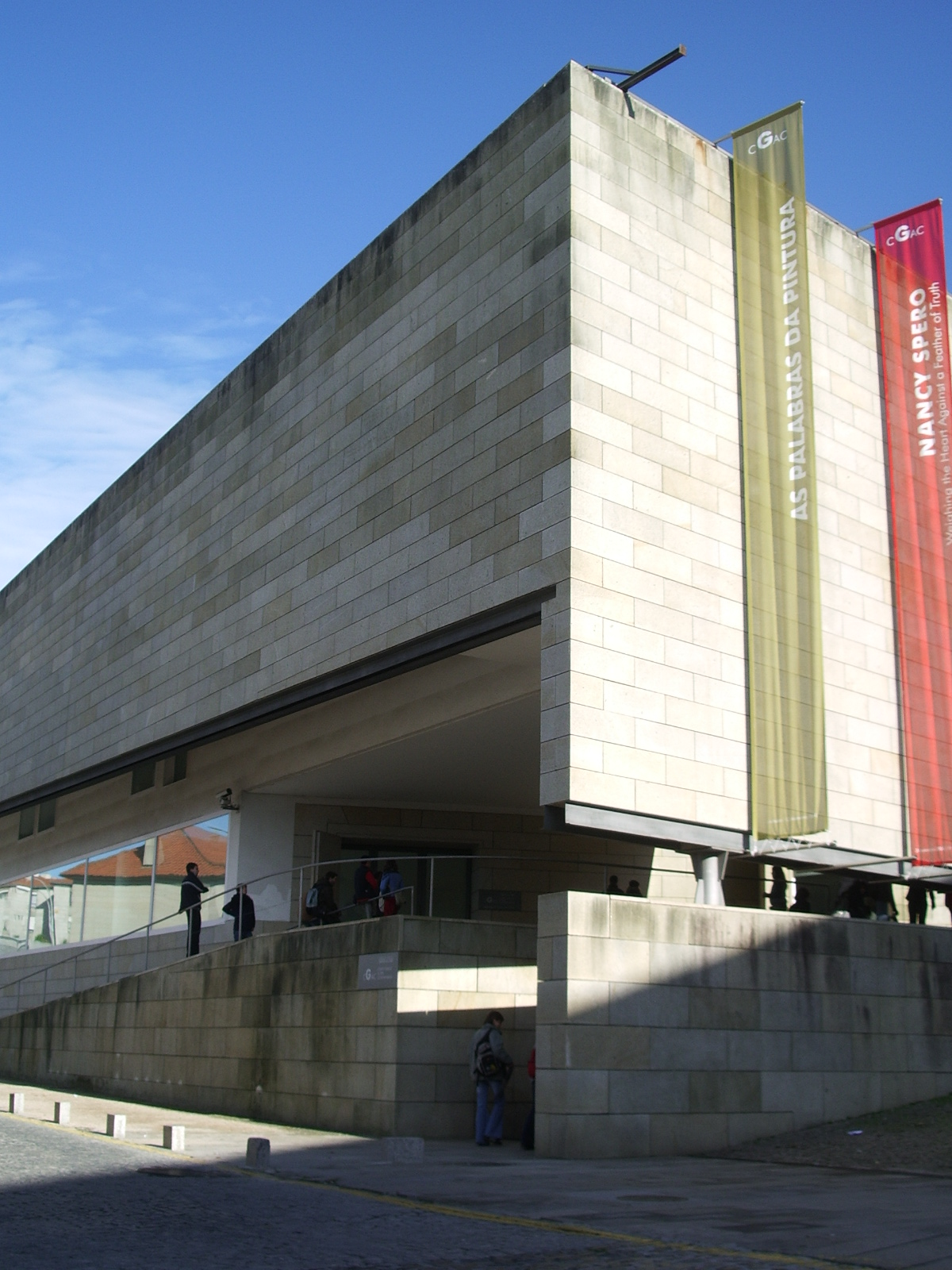
Centre Gallec d'Art Contemporani

- Centre Gallec d'Art Contemporani, amb exposicions temporals.
- Museu del Poble Gallec, sobre l'etnografia i història de Galícia, al Convent de San Domingos de Bonaval.
- Casa de Troia, museu que recrea la vida estudiantil de finals del segle xix i principis del xx.
- Museu de la Catedral.
- Museu de les Pelegrinacions i de Santiago, sobre la pelegrinació i el naixement i evolució de Compostel·la.
- Museu Pedagògic Gallec.

## Cultura

### Cidade da Cultura

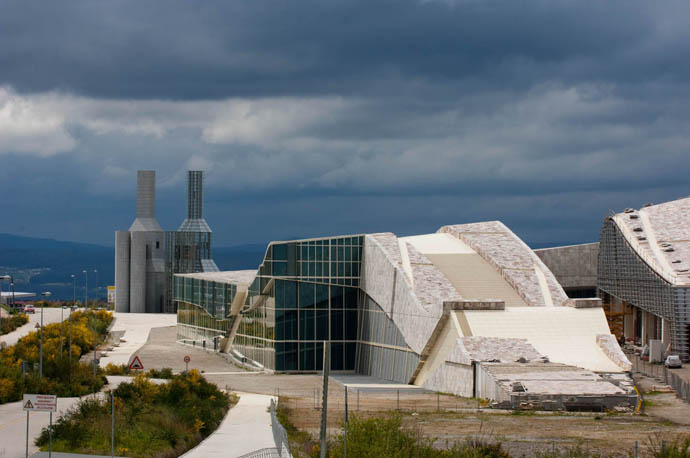
Vista de la Cidade da Cultura de Galicia. Al fons, les Torres Hedjuk.

La Cidade da Cultura (Ciutat de la Cultura) és un complex arquitectònic, cultural i d'entreteniment situat al monte Gaiás, molt a prop del centre urbà de Santiago. El complex ocupa 141.800 m² i, als quatre edificis acabats, alberga:
- Una biblioteca
- El Museu Centro Gaiás, amb exposicions temporals
- L'Arxiu de Galícia
- Un edifici de serveis centrals
- La seu de l'Institut de Ciències del Patrimoni
- Torres Hedjuk, a l'exterior

El projecte inicial també preveia un Centre de Música i Arts Escèniques i un Centre d'Art Internacional. No obstant, el març de 2013, el Parlament de Galícia va aprovar la paralització definitiva de les obres pendents.

### Universitat

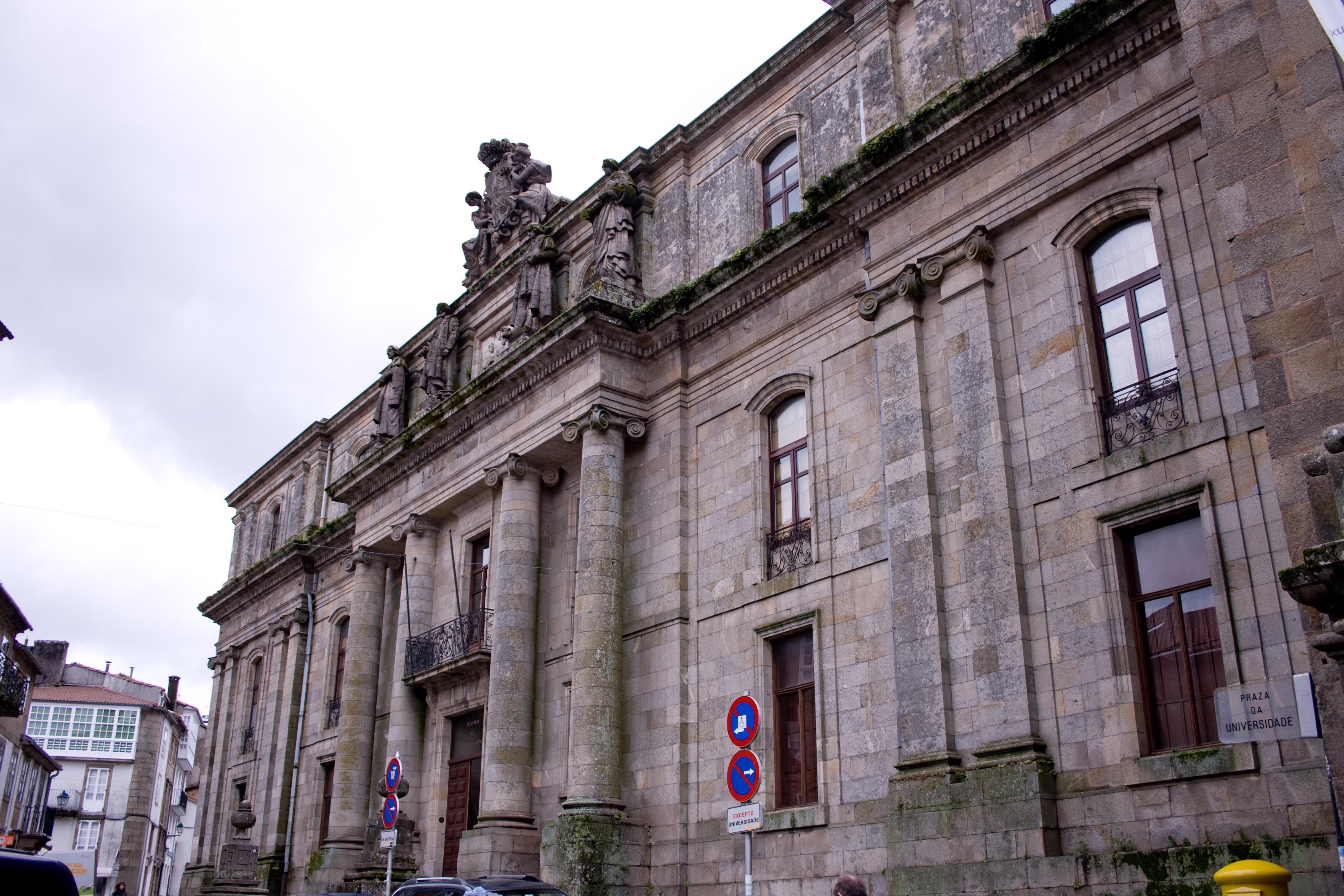
Edifici de la Universitat, actual Facultat de Geografia i Història.

La Universitat de Santiago de Compostel·la data de finals del segle xv, sent la primera creada a Galícia. El 2012 el nombre d'alumnes matriculats era de 26.401, 16.800 homes i 9.601 dones. La universitat té dos campus, vint-i-tres facultats i dues Escoles Tècniques Superiors, a més de tres Escoles Universitàries adscrites i cinc centres vinculats.

### Festes i celebracions

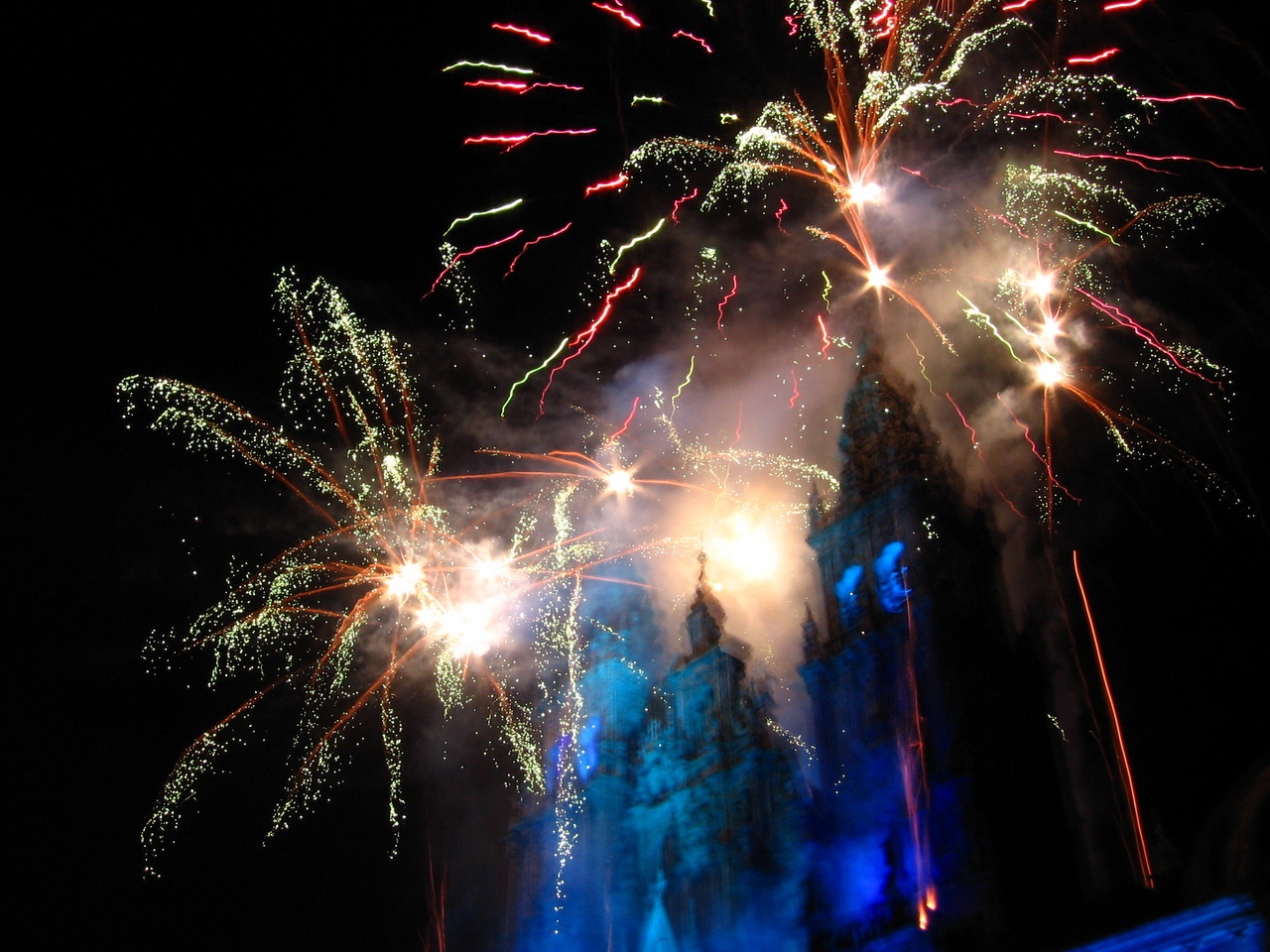
Focs artificials a les Festes de l'Apòstol.

- Festes de l'Apòstol: la segona quinzena del mes de juliol, al voltant del 25 de juliol, festivitat de Sant Jaume.
- Any Sant Jacobeu, quan el 25 de juliol és diumenge. Només durant aquests anys està oberta la Porta Santa de la catedral.
- Festes de l'Ascensió: al mes de maig, són les més importants després de les de l'Apòstol.
- San Roque, copatró de la ciutat, se celebra el 16 d'agost.
- Dimarts d'Entroido (de Carnaval)
- Festival cinematogràfic Cineuropa, cada mes de novembre des de 1986.

## Esport
A Santiago de Compostel·la destaquen els seus equips professionals de futbol sala i bàsquet, representats pel Santiago Futsal, que juga a Primera Divisió, i l'Obradoiro CAB, que juga a la lliga ACB. El Santiago Futsal és l'equip amb més títols de la ciutat, entre ells 3 Copes Xunta de Galicia, 1 Copa d'Espanya, 1 Supercopa d'Espanya i 1 Recopa d'Europa. Els dos equips juguen els seus partits com a locals al Pavillón Multiusos Fontes do Sar, amb capacitat per 6.000 espectadors. En bàsquet també cal destacar el Club Baloncesto Rosalía de Castro, que va arribar a jugar 6 temporades a la lliga LEB Or.
Un altre esport important a la ciutat és el futbol, on destaca la Sociedad Deportiva Compostela. L'equip va jugar quatre temporades consecutives a Primera Divisió entre 1994 i 1998. Després del descens de categoria, els mals resultats esportius i la mala situació econòmica el van portar a la desaparició l'any 2010. És llavors quan es va fundar la SD Campus Stellae, que un any més tard va recuperar la denominació de SD Compostela. L'equip juga a l'Estadi Multiusos de San Lázaro. Altres clubs importants de la ciutat són el Santiago de Compostela Club de Fútbol i el desaparegut SD Ciudad de Santiago, que va arribar a jugar a Segona B.
Un altre esport representatiu de la ciutat és el waterpolo, representat pel Club Waterpolo Santiago, que competeix a la lliga gallega de waterpolo i que és quatre cops campió de la Copa Gallega. D'hoquei sobre patins destaquen el Club de Hockey Compostela i el HC Raxoi. L'equip de rugbi de la ciutat és el Santiago Rugby Club.
- Multiusos Fontes do Sar.
- Estadi Multiusos de San Lázaro.

## Ciutats agermanades
| - São Paulo (Brasil) - Coimbra, Portugal - Santiago do Cacém, Portugal - Mashad, Iran - Buenos Aires, Argentina - Qom, Iran - Santiago de Querétaro, Mèxic | - Santiago de los Caballeros, República Dominicana - Assís, Itàlia - Pisa, Itàlia - Santiago de Cuba - Càceres, Espanya - Qufu, República Popular de la Xina - Le Puy-en-Velay, França |